# أوليمبياد علمية
الأولمبياد العلمية هي منافسة أمريكية في العلوم التي تُدرس بالمراحل الإبتدائية، والإعدادية (المتوسطة)، والثانوية. يتم تنسيق الحدث وعقد مجموعة الامتحانات المتخصصة في الفروع المختلفة من علوم الأرض (الجيولوجيا)، الكيمياء، الفيزياء، الأحياء، الفلك، والهندسة. أكثر من 6,700 فريق من الولايات المتحدة الخمسون يتنافسون كل عام.
هناك ثلاثة مستويات من المنافسة:. الإقليمية، وعلى مستوى الولاية، والوطنية. وبالإضافة إلى ذلك، فإن بعض الولايات أو الجماعات الخاصة تقدم مباريات 'بدعوة' والتي تكون بمثابة ممارسة للمسابقات الإقليمية. الفرق التي تتفوق وتتقدم في المسابقات الإقليمية، يتم تصعيدها على مستوى الولاية ثم الوطن ككل.
الأولمبياد العلمية ليست مرتبطة بأي شكل من الأشكال بالأولمبياد العالمية للعلوم، والذي تتبع شكل مختلف تماماً ومجموعة مختلفة من القواعد.